# Ataxia fulvifrons
Ataxia fulvifrons är en skalbaggsart som först beskrevs av Bates 1885. Ataxia fulvifrons ingår i släktet Ataxia och familjen långhorningar.
Artens utbredningsområde är:
- Costa Rica.
- Panama.

Inga underarter finns listade.